# Harland Williams
Harland Michael Williams (født 14. november 1962 i Toronto i Ontario i Canada) er en Canadisk skuespiller, komiker, forfatter, kunstner, musiker og radiopersonlighed.

## Karriere
Siden han filmdebuterede i 1994 i Dum og dummere, har han optrådt i adskillige film som Half Baked, Freddy Got Fingered, Superstar, Down Periscope, Big Money Hustlas, The Whole Nine Yards, Employee of the Month, Sorority Boys, Vild med Mary, RocketMan og Min Store Græske Tur . Han lagde også stemme til Lug i den animerede film Robotter og Carl i Meet the Robinsons'.
Han har også optrådt i programmerne Late Night with Conan O'Brien og The Tonight Show with Conan O'Brien samt adskillige gange i Tom Green's House Tonight med Tom Green som vært.